# Jean Petit
Jean Petit (25 de fevereiro de 1914 - 5 de junho de 1944) foi um futebolista belga que competiu na Copa do Mundo FIFA de 1938.